# Стивенс, Кевин
Кевин Стивенс (англ. Kevin Stevens; род. 15 апреля 1965) — американский хоккеист, игравший на позиции левого крайнего нападающего, а ныне скаут «Питтсбург Пингвинз». Лучшие годы провёл в одном звене с Марио Лемьё и помог «Питтсбургу» выиграть два Кубка Стэнли подряд.
Родился в Броктоне, штат Массачусетс, но вырос в Галифаксе, штат Массачусетс.

## Ранняя карьера
Во время учёбы в Silver Lake Regional High School в Кингстоне, штат Массачусетс, Кевин Стивенс играл в хоккей и в бейсбол. Вскоре он был приглашён попробовать свои силы в команды МЛБ: «Торонто Блю Джейс» и «Филадельфию Филлис», однако не показал хороших результатов в качестве отбивающего, и решил сосредоточиться на хоккее. Получив полную стипендию, Стивенс стал играть в хоккей за Бостонский колледж, и был выбран в драфте 1983 года в шестом раунде (под общим 108-м номером) командой НХЛ «Лос-Анджелес Кингз». Несколько месяцев спустя он был обменян в «Питтсбург Пингвинз» на Андерса Хоканссона, левого крайнего нападающего из Швеции.
После окончания Бостонского колледжа в 1987 году, Стивенс присоединился к американской национальной сборной, и защищал её цвета на чемпионате мира 1987 года и на зимних Олимпийских играх 1988 года. Игра Стивенса постоянно улучшалась за время пребывания в команде и сезон 1987/88 он закончил с 45 очками в 44 играх.

## Карьера в НХЛ
После года перемещений между НХЛ и командой Маскигон Ламберджекс из ИХЛ, Стивенс стал одним из лучших левых крайних и силовых форвардов в лиге в течение следующих четырёх сезонов. На протяжении четырёх сезонов подряд он забивал не менее 40 голов и набирал не менее 80 очков в 1990-94 и превысил показатель 50 голов и 100 очков в сезонах 1991-92 и 1992-93. В сезоне 1991-92 Стивенс стал только 3-м хоккеистом в истории НХЛ, кто смог превзойти Уэйна Гретцки по показателям в регулярном сезоне, заняв в итоге 2-е место после своего одноклубника Марио Лемьё. Его 123 очка в том сезоне также стали рекордом для игроков, родившихся в США, и для левых крайних за один сезон. Выиграл с «Питтсбург Пингвинз» подряд два Кубка Стэнли в сезонах 1990-91 и 1991-92, проведя все игры регулярного чемпионата и плей-офф. Он также один из четырёх игроков НХЛ, забивавших более 50 голов и набиравших по крайней мере 200 минут штрафного времени за сезон (остальные — Кит Ткачак, Брендан Шэнахэн и Гэри Робертс). Его 17 голов в плей-офф 90-91 — это 3-й показатель за всё время, больше только у Яри Курри и Реджи Лича по 19 и Джо Сакика — 18. В следующем плей-офф он забил ещё 13 голов.
21 мая 1992 года, во время 3-й игры финала конференции Принца Уэльского против «Бостон Брюинз», Стивенс стал только 25-м игроком в истории НХЛ, который забил 3 гола в одном периоде. Забив хет-трик в первом периоде, он смог добавить ещё один гол до конца игры, в результате «Пингвины» победили «Мишек» 5-1.
Год спустя, 14 мая 1993 года, «пингвины» играли против «Нью-Йорк Айлендерс» в 7-й игре финала Дивизиона Патрика. В начале первого периода Стивенс крайне неудачно врезался в защитника «Айлендерс» Рича Пилона. От удара об визор Пилона Стивенс потерял сознание и приземлился лицом на лёд; у Стивенса было сломано большинство костей на лице, потребовалась обширная реконструктивная хирургия. Врачи сделали надрез под чёлкой от уха до уха, который впоследствии был закрыт более чем 100 стежками, отслоили кожу и собрали кости на лице с использованием металлических пластин. Стивенс вернулся на лёд в сезоне 1993/94, и провёл ещё одну хорошую «регулярку» за «пингвинов», набрав 88 очков (41 гол, 47 передач), прежде чем был продан на следующий год.
Стивенс был отправлен в «Бостон Брюинз» в 1995 году вместе с Шоном Макэкерном в обмен на Глена Мюррея, Брайана Смолински и выбор в третьем раунде драфта 1996 года. Будучи проданным из «пингвинов», Стивенс больше не смог достичь того успеха, что он имел в то время, когда играл в «Питтсбурге». После «неутешительного» сезона в «Бостоне» с 23 очками в 41 игре, он был обменян в «Лос-Анджелес Кингз». Сезон в «королях» также не задался, и он был обменян в «Нью-Йорк Рейнджерс» в 1997 году, где провёл несколько крепких сезонов, но не смог соответствовать ожиданиям, возлагаемым на него.
В течение сезона 1999/00 Стивенс боролся за своё место в НХЛ. Мало того, что он редко выходил на лёд в том сезоне, так ещё и после игры против «Сент-Луис Блюз», он был пойман в Ист-Сент-Луисе, штат Иллинойс, в мотеле с проституткой и дозой кокаина. После этого события Стивенс был включён в антинаркотическую программу НХЛ.
После завершения программы он немного поиграл за «Филадельфию Флайерз», прежде чем был продан в «Питтсбург Пингвинз» во второй раз. После одного приличного сезона, и одного, где он редко получал игровое время, он ушёл из НХЛ в 2002 году.

В чемпионатах НХЛ 874 (игры), 329+397, -103(+/-).
В Кубке Стэнли 103 (игры), 46+60, +3 (+/-).

## После НХЛ
1 сентября 2005 года Стивенс продолжил свою карьеру в НХЛ вне льда, когда был принят на работу в «Питтсбург Пингвинз» в качестве скаута, занимающегося поиском молодых талантливых игроков.

## Сборная
Участник ЧМ 1987, 1990 и 1996, ЗОИ 1988 (31 матч, 11 голов).

## Титулы и награды
- 2× Обладатель Кубка Стэнли: 1991, 1992
- Бронзовый призёр Чемпионата мира: 1996
- 3× Участник Матча всех звёзд НХЛ: 1991, 1992, 1993
- Член первой символической сборной всех звёзд НХЛ: 1992
- 2× Член второй символической сборной всех звёзд НХЛ: 1991, 1993